# Fred Licht
Fred Licht (né en 1928 et mort en 2019) est un historien de l'art, conservateur de musée et professeur d'université germano-américain, spécialiste de Francisco de Goya.

## Biographie
Le père de Licht (Arnold Berman Licht, né en 1889) est autrichien et ouvrier à l'époque où Fred est né. Arnold et sa famille vivaient à Berlin, mais les tensions vis-à-vis des Juifs s'intensifiant en Allemagne, ils décident de partir du pays — deux semaines avant la Nuit de Cristal — pour s'installer à Amsterdam. La famille fuit à nouveau pour Paris puis à Gênes en 1941. Alors qu'on lui refuse l'entrée aux États-Unis, Fred Licht, seul et à l'âge de 13 ans, émigre au Panama la même année, avant de finalement parvenir à New York.
Il étudie à la Stuyvesant High School puis à l'université du Wisconsin à Madison, obtenant la nationalité américaine en 1946. Il est diplômé en histoire de l'art et de l'archéologie en 1948 et poursuit ses études à l'université de Bâle, en Suisse. Il y obtient un doctorat en 1952 sur le thème de Nicolas Poussin.
Fred Licht devient instructeur en histoire de l'art à l'université de Princeton en 1953. En 1958, il déménage à Williamstown (Massachusetts) pour y être professeur assistant en histoire de l'art au Williams College, où il reste jusqu'en 1961. Il y fait la connaissance d'un étudiant de Richard Krautheimer (en), Margarite Meinecke, avec qui il se marie en 1959.
Licht gagne la bourse Fulbright en 1961, faisant ses recherches en Italie. Il y reste une deuxième année, emménageant cette fois à Venise, où il fait la connaissance du collectionneur Peggy Guggenheim.
Il devient professeur à la nouvelle école d'art du John and Mable Ringling Museum of Art à Sarasota, en Floride, mais l'école ferme dès l'année suivante, et il accepte une position de professeur assistant à la université Brown, à Providence (Rhode Island), en 1965.
En novembre de l'année suivante, l'Arno déborde, provoquant les désastreuses inondations de Florence de 1966. Lui, sa femme et son collège à Brown, Bates Lowry (en), contactent de nombreux professionnels de l'art des États-Unis pour recueillir un maximum de support afin de créer le Committee to Rescue Italian Art (CRIA, soit « pleurer » en italien), un comité de restauration des œuvres d'art endommagées par les inondations. À la suite du départ de Lowry pour le MoMA en 1968, Licht devient le directeur du département d'histoire de l'art à l'université Brown.
Mais Licht et sa famille déménagent en Italie pour superviser le programme CRIA, dirigeant le campus de l'université d'État de Floride de la Villa Fabricotti à Florence. Il devient membre du conseil d'administration de la fondation Peggy Guggenheim de Venise en 1968. Pendant ces années en Europe, Licht se concentre sur ce qui deviendra son sujet d'expertise : l'interprétation des œuvres de Francisco de Goya. Après plusieurs articles pour le Art bulletin, son premier ouvrage sur le sujet est publié en 1970. Mais les Brigades rouges alimentent un sentiment anti-américain qui pousse Licht à rentrer aux États-Unis.
En 1973, il publie un deuxième ouvrage sur Goya, qui est une compilation de sources primaires et d'extraits historiographiques.
En 1978, Fred Licht enseigne à l'université d'État de Floride avant d'être engagé comme conservateur du musée d'art de l'université de Princeton ; l'une de ses premières décision a été l'acquisition du Sacrifice d'Isaac, une sculpture de George Segal,.
En 1979, il publie la monographie sur Goya, Goya: The Origins of the Modern Temper in Art, qui deviendra un ouvrage de référence sur le sujet.
Il devient professeur à l'université de Boston l'année suivante, tout en étant conservateur de la Collezione Peggy Guggenheim, qu'il a rejoint à la mort de celle-ci en 1979. Il prend sa retraite comme professeur émérite de l'université de Boston.

## Œuvre

### Monographies
En plus de nombreux courts essais publiés dans Art in America et Arts Magazine, Fred Licht a publié de nombreux ouvrages dont :
- (en) Sculpture, 19th & 20th centuries, 1967[5]
- (en) Goya in perspective, 1973[6]
- (en) Goya: The Origins of the Modern Temper in Art, 1979[7]
- (en) Goya, 2001[8]
  - (fr) Goya, 2001 (trad. fr.)[9].

### Catalogue d'exposition
- (fr) Tauromaquia : Collection Peggy Guggenheim (cat. exp.), 1986[10]

Autres ouvrages cités : Tauromaquia – Goya and Picasso (1985), Jean Helion (1985), Jean Dubuffet and Art Brut (1986), Peggy Guggenheim’s Other Legacy (1987), Homage to Lucio Fontana (1988), William Congdon (1995), Le sculture di Giacometti dalle Collezioni Guggenheim (1995), Nivola. Sculture (1999), Thannhauser: The Thannhauser Collection of the Guggenheim Museum (2001).

### Roman
- Villa Ginestra (2008)[3],[11]